# Să uiți Parisul
Să uiți Parisul (în engleză Forget Paris) este o comedie romantică din 1995, produsă, regizată și scrisă de Billy Crystal (scenariu realizat în colaborare cu Lowell Ganz și Babaloo Mandel). Acesta joacă rolul unui arbitru din NBA care se îndrăgostește de o recepționeră de la aeroport (Debra Winger). În film apar și jucători profesioniști de baschet.

## Rezumat
Mickey Gordon este un arbitru de baschet din NBA care zboară la Paris pentru a-și îngropa tatăl, dar sicriul acestuia este de negăsit. Ellen Andrews, angajată la American Airlines, îl ajută să-l găsească. Îl însoțește la înmormântare și se îndrăgostesc pe străzile Parisului, dar Mickey trebuie să se întoarcă în SUA. Se întorc la viețile lor, dar nu pot uita de timpul petrecut în Paris. În cele din urmă, Mickey și Ellen se reîntâlnesc și se căsătoresc, dar nu trăiesc „fericiți până la adânci bătrâneți”, lovindu-se de diferite probleme: tatăl ei se mută în casa lor, încercările de a face copii eșuează, iar schimbarea locului de muncă le face viața și mai neplăcută.
Acțiunea filmului este povestită de un grup de prieteni care se întâlnesc la un restaurant. La final, cei doi îndrăgostiți apar la restaurant și lămuresc lucrurile.

## Distribuție selectivă
- Billy Crystal ca Mickey Gordon
- Debra Winger ca Ellen Andrews Gordon
- Joe Mantegna ca Andy
- Julie Kavner ca Lucy
- Cynthia Stevenson ca Liz
- Richard Masur ca Craig
- William Hickey ca Arthur
- John Spencer ca Jack
- Tom Wright ca Tommy
- Cathy Moriarty ca Lois
- Johnny Williams ca Lou
- Robert Costanzo ca Waiter
- Dan Castellaneta ca tester de mașini

### În rol propriu
- Marv Albert
- Bill Walton
- Charles Barkley
- David Robinson
- Dan Majerle
- Kevin Johnson
- Paul Westphal
- Sean Elliott
- Patrick Ewing
- Tim Hardaway
- Kareem Abdul-Jabbar
- Bill Laimbeer
- Reggie Miller
- Chris Mullin
- Charles Oakley
- Kurt Rambis
- John Starks
- Isiah Thomas
- Spud Webb
- Marques Johnson
- Rush Limbaugh
- David Sanborn